# ティム・ヘルシャー
ティム・ヘルシャー（Tim Hölscher、1995年2月21日 - ）は、ドイツ・グローナウ出身のサッカー選手。FCドルトレヒト所属。ポジションはミッドフィールダー。